# Casimir Pierre Périer
Casimir Pierre Périer (Grenoble, 11 ottobre 1777 – Parigi, 16 maggio 1832) è stato un politico e banchiere francese.
Oppositore liberale a Carlo X durante la Restaurazione, governatore della Banca di Francia, incarnazione del Partito della Resistenza sotto la Monarchia di Luglio, fu presidente del Consiglio dal 13 marzo 1831 alla morte, avvenuta durante l'epidemia di colera del 1832.

## Biografia
Nacque, quarto figlio, da Claude Périer (1742-1801), ricco banchiere ed industriale originario del Delfinato, il quale ebbe parte alla preparazione del colpo di Stato del 18 brumaio che pose fine al Direttorio e fu uno dei fondatori della Banca di Francia nel 1801.
Coi fratelli seguì gli studi presso gli Oratoriani di Lione, quindi a Parigi. Per via della coscrizione, partì militare nel 1798, nell'Armata d'Italia, fu assegnato allo Stato Maggiore del Genio e si distinse presso Mantova.

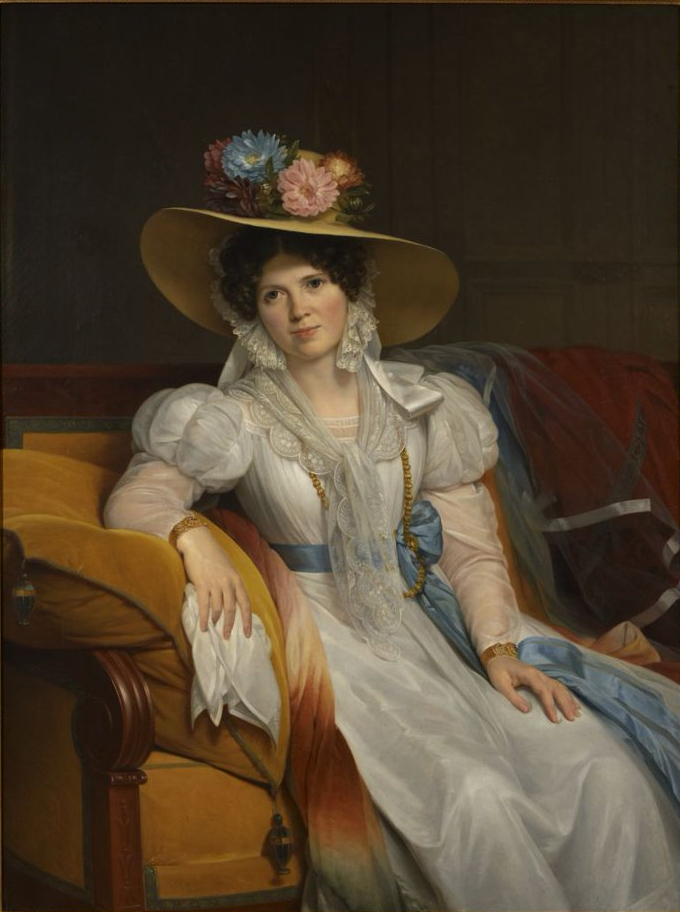
Madame Périer, nata Pauline Loyer. Ritratto di Louis Hersent, c. 1831, (Museo della Rivoluzione francese).

Alla morte del padre Casimir Périer si ritrovò in possesso di una vasta fortuna, lasciò l'esercito e, con l'aiuto del fratello Scipion, fondò a Parigi un'importante banca privata che si occupava di armamento marittimo, operazioni sulle proprietà, prestiti pubblici e privati, commercio di legname, manifatture ecc.
Il 13 ottobre 1805 sposò al castello di Vizille, proprietà di famiglia presso Grenoble, una ricca ereditiera, Marie Cécile Laurence (detta Pauline) Loyer (1788-1861); la coppia ebbe due figli:
- Auguste Casimir-Périer (1811-1876), ministro dell'interno nel governo Thiers (1871-1873), e padre di Jean Casimir-Périer (1847-1907), primo ministro e presidente della repubblica
- Paul-Charles Périer (1812-1897).

Grazie alla dote della moglie Casimir Périer poté comprare la quota del fratello e condurre da solo l'impresa. Non tardò, grazie alla sua fortuna, ad accedere ad importanti cariche pubbliche: giudice al tribunale di commercio della Senna, consigliere della Banca di Francia (dal 7 marzo 1811 al 1º febbraio 1816), quindi governatore della stessa banca sino al 24 gennaio 1822; siccome la sua impresa operava particolarmente nella cessione del credito, si dedicò, in quest'ultima veste, a istituire un comitato di inchiesta sulla solvibilità dei commercianti.

### Uno dei capi dell'opposizione liberale sotto la Restaurazione
Nel 1817 pubblicò due opuscoli di argomento finanziario, molto apprezzati, a criticare un prestito di 300 milioni contratto all'estero dal governo a condizioni fortemente onerose. Alle elezioni del 20 settembre dello stesso anno fu eletto deputato per il dipartimento della Senna.

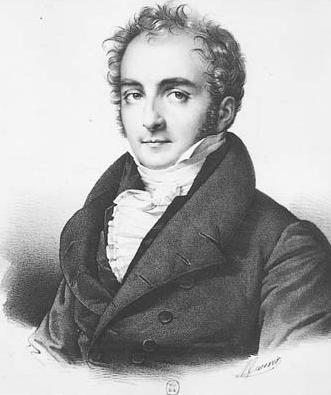

Evitò dapprima di schierarsi con l'opposizione e limitò i propri interessi allo studio delle questioni finanziarie. In politica guardava con favore alla Carta del 1814 e ai Borbone, e le sue idee non andavano oltre un moderato costituzionalismo. Tuttavia si trovava, su molte questioni, in contrasto coi ministri e la destra della Camera.
Rieletto deputato il 9 maggio 1822 nel III arrondissement di Parigi, si spostò su posizioni più vicine alla sinistra e, dopo aver ottenuto un altro mandato il 17 novembre 1824, condusse una viva opposizione al governo de Villèle.
Il 17 novembre 1827 fu nuovamente eletto deputato per il collegio della Senna e nella 1ª circoscrizione elettorale dell'Aube (Troyes). Optò per il seggio di Troyes e si unì al governo Martignac. Lo si vide al palazzo delle Tuileries e si parlò di lui come presidente della Camera e come ministro delle Finanze. Nel corso delle sessioni parlamentari del 1828 e 1829, conservò un silenzio completo, non prendendo la parola che dopo l'avvento del governo Polignac (agosto 1829). La sua popolarità fu ravvivata dall'opposizione che portò avanti; firmò naturalmente l'Indirizzo dei 221.

### Incarnazione del Partito della Resistenza sotto la Monarchia di Luglio
Nondimeno, Casimir Périer non pensava ancora a cambiare campo, quando fu attirato verso il Duca d'Orléans per la comunanza di idee ed interessi. Amante dell'ordine, temeva soprattutto i tumulti rivoluzionari e le molte incertezze dell'epoca.

#### Un atteggiamento prudente durante iTre giorni gloriosi
Rieletto a Troyes il 12 luglio 1830, fece, all'inizio dell'insurrezione e durante le riunioni dei deputati e dei politici, tutto quello che poté per fermare il movimento. Durante i Tre giorni gloriosi si sforzò di ostentare una assoluta neutralità, e si dice che fece sciabolare dai gendarmi dei giovani riuniti sotto le sue finestre che si lanciavano in ovazioni troppo compromettenti.. Il 26 luglio, alla riunione convocata da Alexandre de Laborde raccomandò di temporeggiare, si oppose alla mozione collettiva redatta da Bérard, ma non poté rifiutare la propria casa per la riunione dell'indomani. Quando Auguste de Schonen venne ad annunciare che si cominciavano a innalzare le barricate su rue Saint-Honoré, esclamò: «Uscendo dalla legalità siete la rovina di tutti noi!». Acconsentì solamente a tentare presso il maresciallo Marmont, con altri deputati, una conciliazione che non ebbe successo. La vittoria dell'insurrezione lo portò al potere suo malgrado.
Fra i cinque componenti della commissione municipale che si incaricò di amministrare la capitale di fronte alla mancanza di autorità civili e militari, Casimir Périer accettò da Luigi Filippo, nominato luogotenente generale del regno, il ministero dell'Interno, per poi cambiare idea e non avvicinarsi più al duca d'Orléans sino a che non gli apparve chiara la fine della vecchia classe dirigente. Eletto presidente della Camera dei deputati il 6 agosto, lasciò al vice presidente Laffitte l'esercizio della funzione; qualche giorno più tardi, l'11 agosto, fu nominato ministro senza portafoglio nel primo governo del regno di Luigi Filippo, che non prevedeva la figura del Primo ministro. Fu eletto ancora una volta deputato di Troyes il 21 ottobre.

#### Presidente del Consiglio (13 marzo 1831 - 16 maggio 1832)
L'insediarsi del governo Laffitte, connotato da un liberalismo troppo avanzato, a sua opinione, lo escluse temporaneamente dagli affari politici; principale figura del Partito della Resistenza, che, desiderando l'ordine sociale, stimava prioritario riportare la calma sulle piazze e mantenere la pace con l'esterno, non perse occasione di criticare la mancanza di fermezza del "partito del movimento" di fronte alle agitazioni dei repubblicani, come all'opposto l'attivismo smaccato nel sostenere i nazionalismi d'Europa.

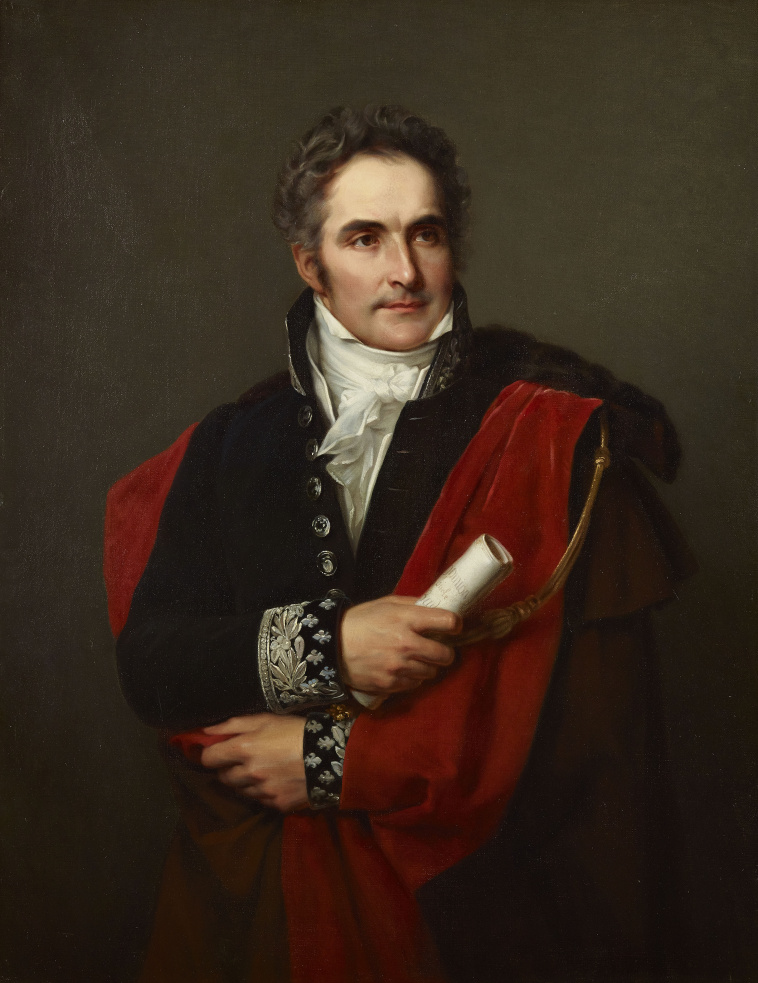
Ritratto di Louis Hersent, Reggia di Versailles.

Dopo le dimissioni di Laffitte, Casimir Périer fu chiamato, il 13 marzo 1831 a formare un governo, nel quale deteneva anche il Ministero dell'interno.
La politica di Casimir Périer mirava, all'interno, a ristabilire l'ordine con misure energiche, all'occorrenza anche con la forza, per fermare il corso della rivoluzione; all'esterno cercava di garantire la pace con le potenze straniere. La repressione delle agitazioni rivoluzionarie, in particolare la prima rivolta dei canut lionesi del novembre 1831, ha portato a Périer una fosca reputazione, calcata dalla storiografia repubblicana; gli storici moderni gli riservano un giudizio diverso: «Eccellente oratore, nemico della demagogia, accettava il rischio e desiderava l'azione; Périer era l'uomo di Stato di cui la Monarchia di Luglio aveva bisogno per restare al potere.».
Casimir Périer aveva già da tempo meditato riguardo a quel che doveva essere la Presidenza del Consiglio, ed aveva teorizzato un regime semi-parlamentare, con un esecutivo forte e in cui «il re regni ma non governi», secondo la massima di Thiers. Era quello che fu poi chiamato "il sistema del 13 marzo", fondato sulla limitazione dei poteri del sovrano, la solidarietà del governo e della maggioranza parlamentare, e la sottomissione della pubblica amministrazione, quella che Ludovic Vitet chiamò «dittatura liberale».
Temendo l'abilità nei maneggi politici di Luigi Filippo, e ansioso di avere i pieni poteri, Périer esigette dal sovrano, come condizione ad accettare l'incarico di poter riunire il Consiglio dei ministri in assenza del sovrano, che Ferdinando Filippo d'Orléans, professante idee liberali avanzate, non partecipasse più alle riunioni del Consiglio. Non inoltrava i dispacci telegrafici al sovrano che dopo averne presa visione, e controllava con attenzione le note personali che Luigi Filippo inviava a Le Moniteur, di cui si fece attribuire la direzione esclusiva. All'apertura della sessione delle Camere si notò che mentre il re leggeva il discorso della Corona, Casimir Périer seguiva con ostentazione la lettura sulla copia del testo, concordato in precedenza.
Per imporsi alle Camere, corollario indispensabile della sua interpretazione della Carta del 1830, pronunciò una sorta di discorso d'investitura, nel quale, dopo aver affermato in principio che «La Rivoluzione di Luglio ha fondato un governo e non inaugurato l'anarchia», affrontò il proprio programma di governo, riassunto in una celebre formula che definì l'ideale del "giusto mezzo": «All'interno, l'ordine senza sacrifici per la libertà, all'esterno la pace senza sacrifici per l'onore».
Il 5 luglio 1831 fu ancora eletto deputato a Troyes, nel IV collegio della Marna (Épernay) e nel I arrondissement di Parigi. Optò per il collegio di Troyes.
Le continue battaglie di governo e lo stato di iperattività ed eccitazione nel quale viveva in permanenza minarono la fragile salute di Casimir Périer. All'inizio dell'epidemia di colera che flagellò Parigi nel 1832, il 1º aprile, accompagnò il duca d'Orleans all'Hôtel-Dieu in visita ai malati; prima di entrare si dice fu assalito da una sorta di presentimento:
Signore, non entriamo.
Il vino è versato – rispose il duca d'Orléans - bisogna bere.
Colpito dal morbo e sotto la cura di François Broussais, Périer morì il 16 maggio 1832 al termine di una lunga agonia, costellata di temporanee remissioni e subitanee ricadute. «Périer è morto: è un bene? è un male?», avrebbe commentato Luigi Filippo, aggiungendo: «Aveva un'anima di banchiere sigillata in una cassaforte.» Per il sovrano, geloso delle proprie prerogative, il governo Périer era stato un vero e proprio supplizio: «Avevo un bel fare [...] - disse - tutto quello che si faceva di buono si attribuiva a Casimir Périer, e i casi infelici tornavano a mio carico; oggi, almeno, si vedrà che regno io, e io soltanto».

## Omaggi postumi
- Nel 1837, un'immensa tomba-mausoleo fu costruita in omaggio di Périer al cimitero di Père-Lachaise, all'incrocio della avenue de la Chapelle e della avenue Casimir Périer, grazie ad una sottoscrizione pubblica e dietro concessione della città di Parigi. È sormontato da una sua statua in piedi, ed ornata da tre bassorilievi rappresentanti l'Eloquenza, la Giustizia e la Forza, realizzati dallo scultore Jean-Pierre Cortot.
- La rue Casimir Périer a Parigi (VII arrondissement) ha ricevuto il nome in seguito ad un'ordinanza del 15 aprile 1839.

## Opere
- Opinions et discours de Casimir Périer, Parigi, Paulin, 1838, 4 voll.